# هيلين بلانشارد
هيلين بلانشارد (بالإنجليزية: Helen Blanchard)‏ (و. 1840 – 1922 م) هي مخترِعة، ومهندسة أمريكية، ولدت في بورتلاند، مين، توفيت عن عمر يناهز 82 عاماً.

## جوائز
حصلت على جوائز منها:
- القاعة الوطنية للمخترعين المشاهير.